# Matt Ingram
Pour l’article homonyme, voir Greaves.
Matthew Robert Ingram, né le 18 décembre 1993 à High Wycombe en Angleterre, est un footballeur anglais qui évolue au poste de gardien de but à Oxford United.

## Biographie
Né à High Wycombe en Angleterre, Jacob Greaves est formé par Wycombe Wanderers. Le 22 janvier 2016, il rejoint Queens Park Rangers.
Le 25 juin 2019, Ingram rejoint Hull City.

## Palmarès

### En club
Hull City
- Championnat d'Angleterre de troisième division (1) :
  - Champion : 2020-2021.